# Valstad (naturreservat)
Valstad är ett naturreservat i Tidaholms kommun i Västra Götalands län.
Området är naturskyddat sedan 1969 och är 0,4 hektar stort. Reservatet har inrättas för att skydda ett bestånd av Sankt Pers nycklar.